# Prijevoj Grießen
Prijevoj Grießen (975 m) je visoki planinski prijevoj u austrijskim Alpama između saveznih zemalja Salzburga i Tirola.
Povezuje Kitzbühelske Alpe i Leogang Steinberge.
Prijevojom prolazi željeznica Salzburg-Tyrol i Hochkönig-Straße (B164).

## Vanjske poveznice
|  | Zajednički poslužitelj ima još gradiva o temi Prijevoj Grießen |